# Friedrich-Engels-Allee

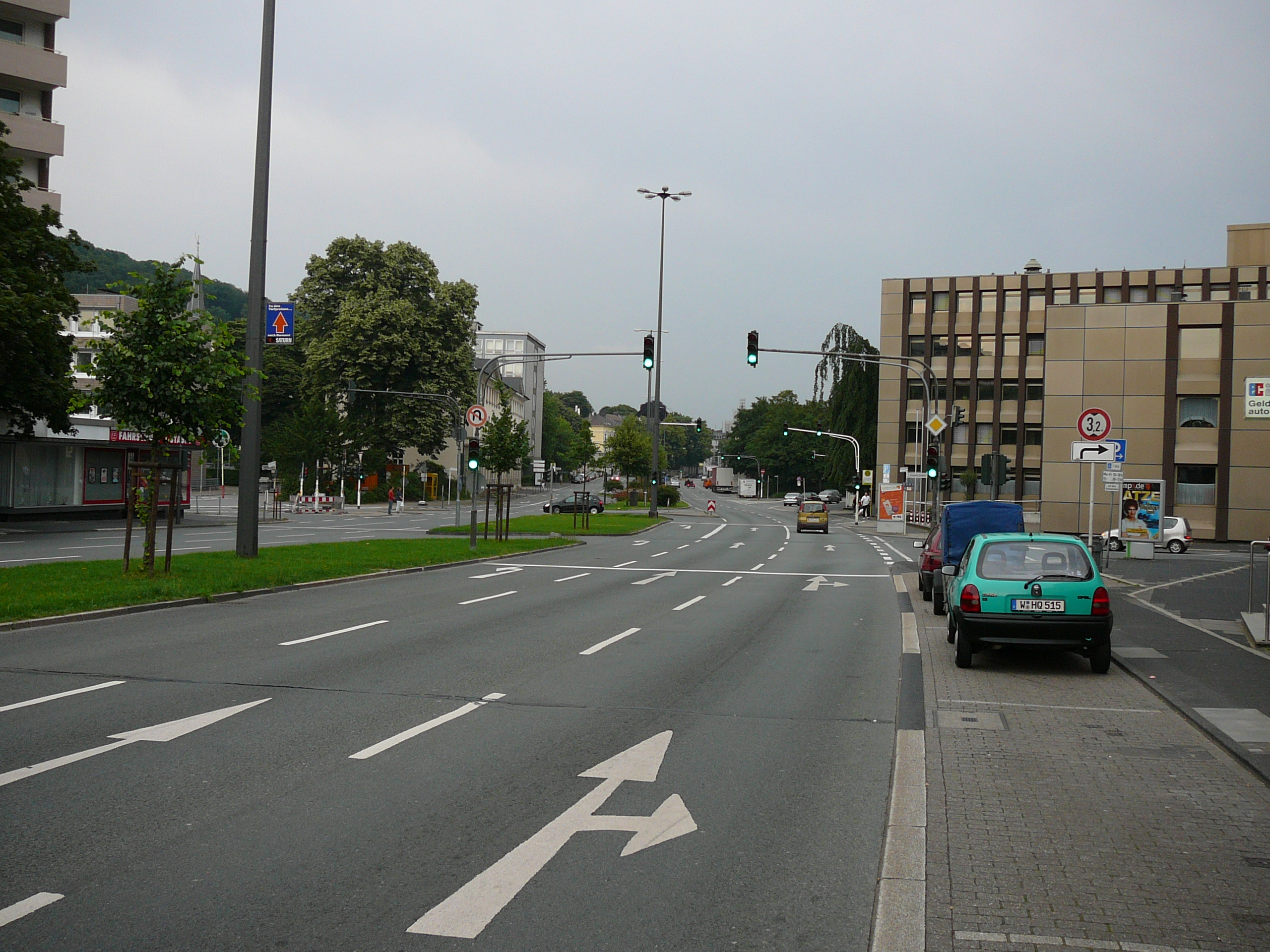
Die Friedrich-Engels-Allee im ersten Bereich bei den Haspel-Häusern

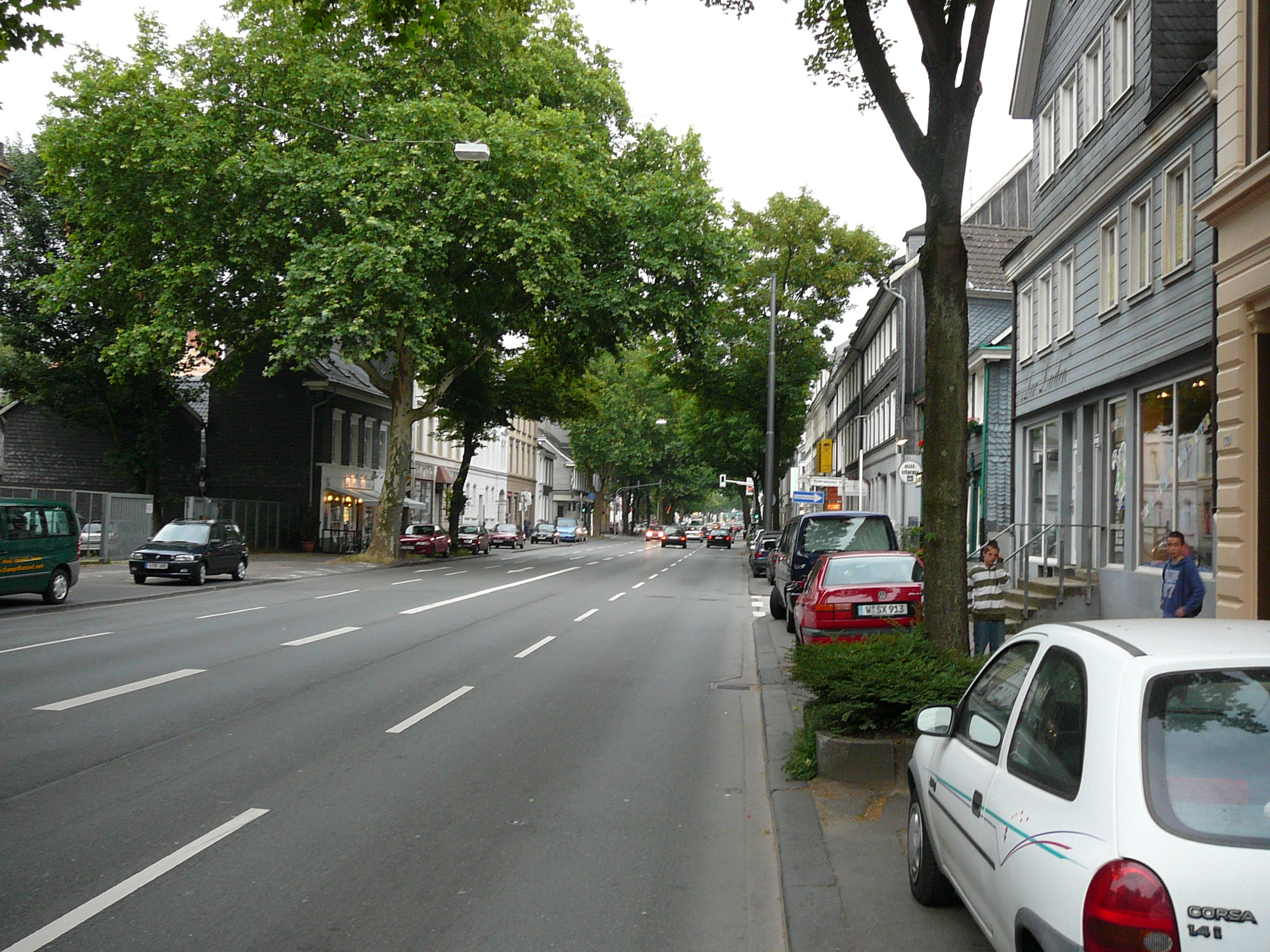
Die Friedrich-Engels-Allee im „historischen“ Teil

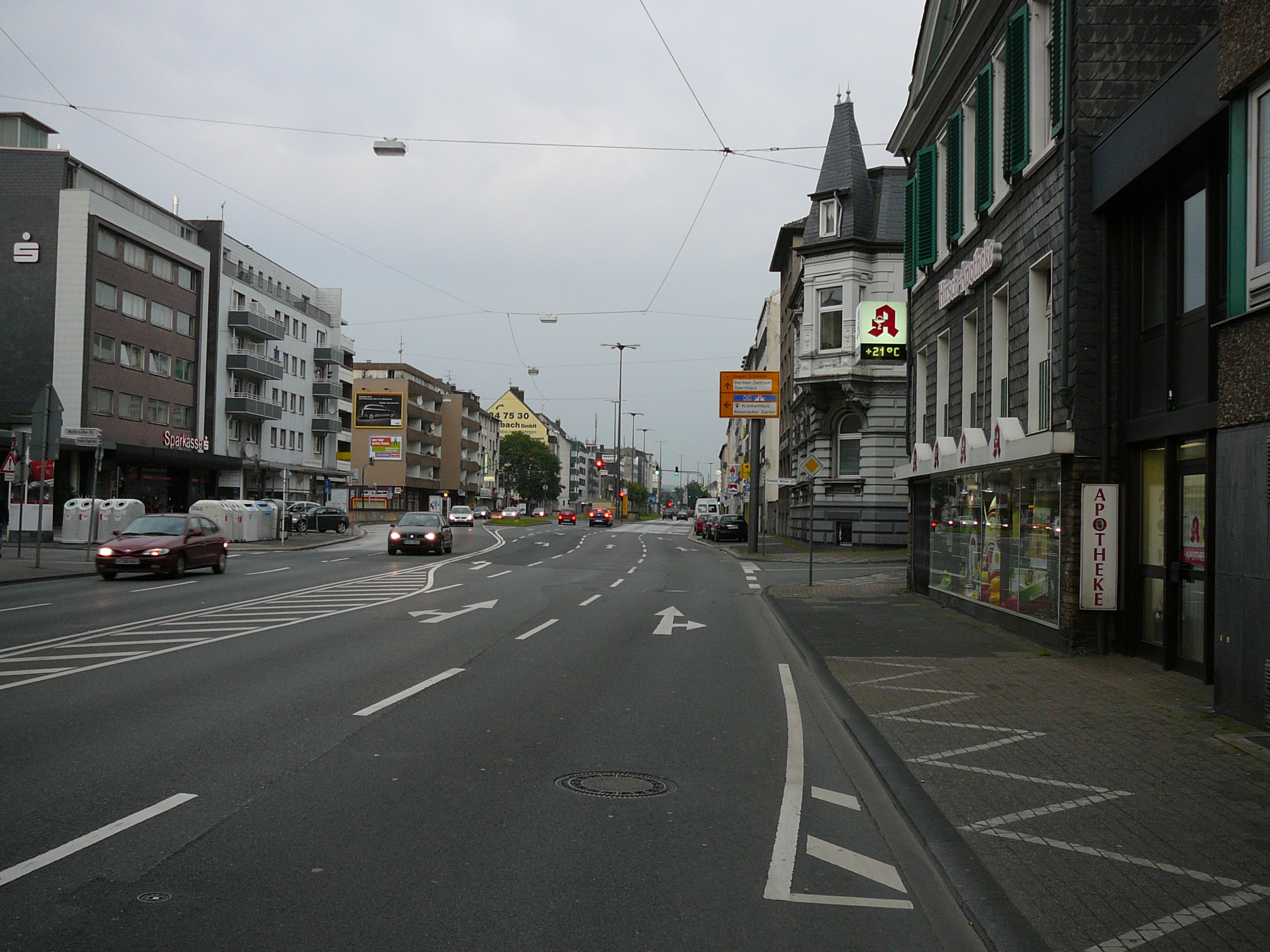
Die Friedrich-Engels-Allee im letzten Bereich vor der Loher Straße

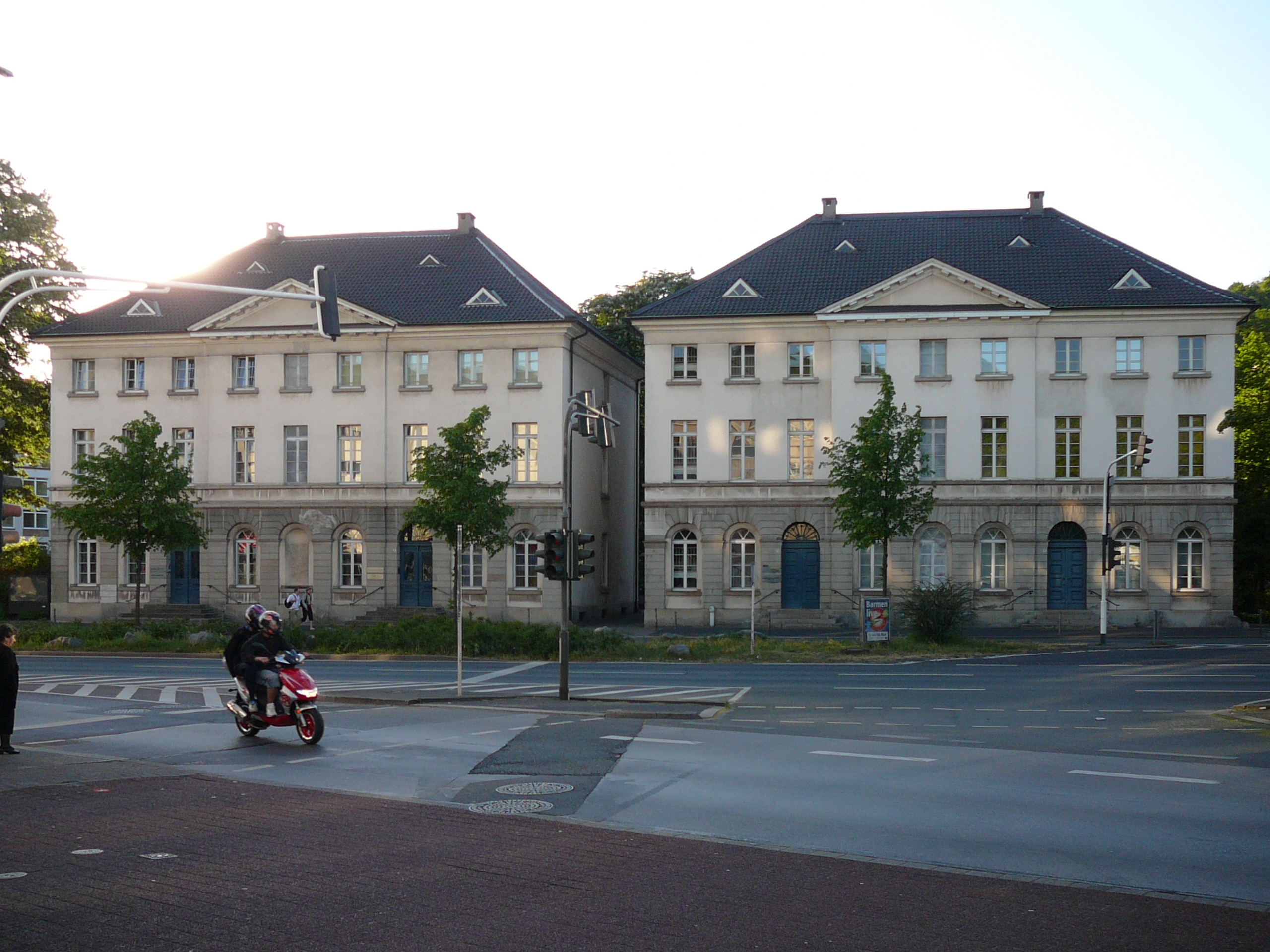
Haspelhäuser

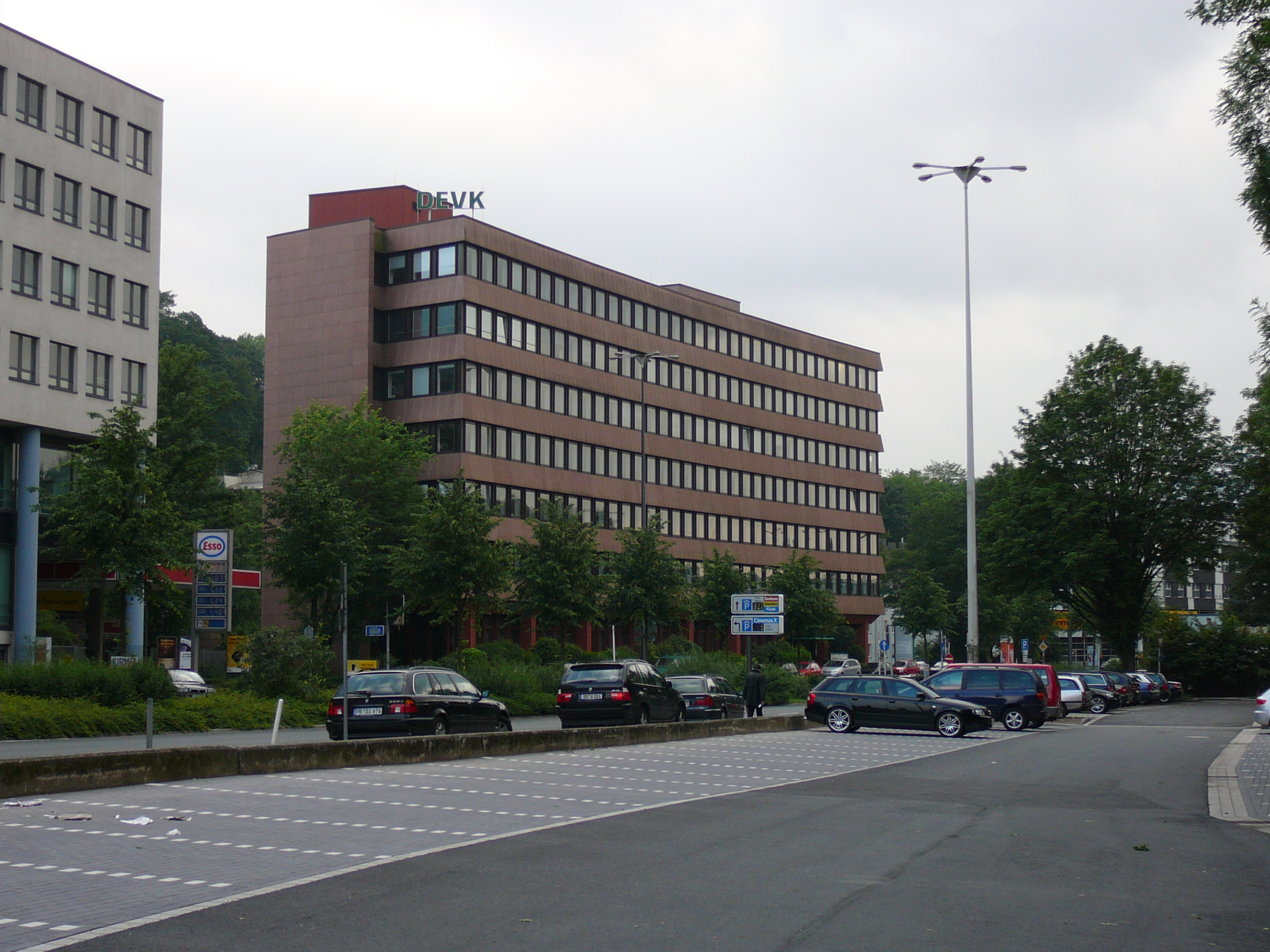
Geschäftsstelle der DEVK-Versicherung

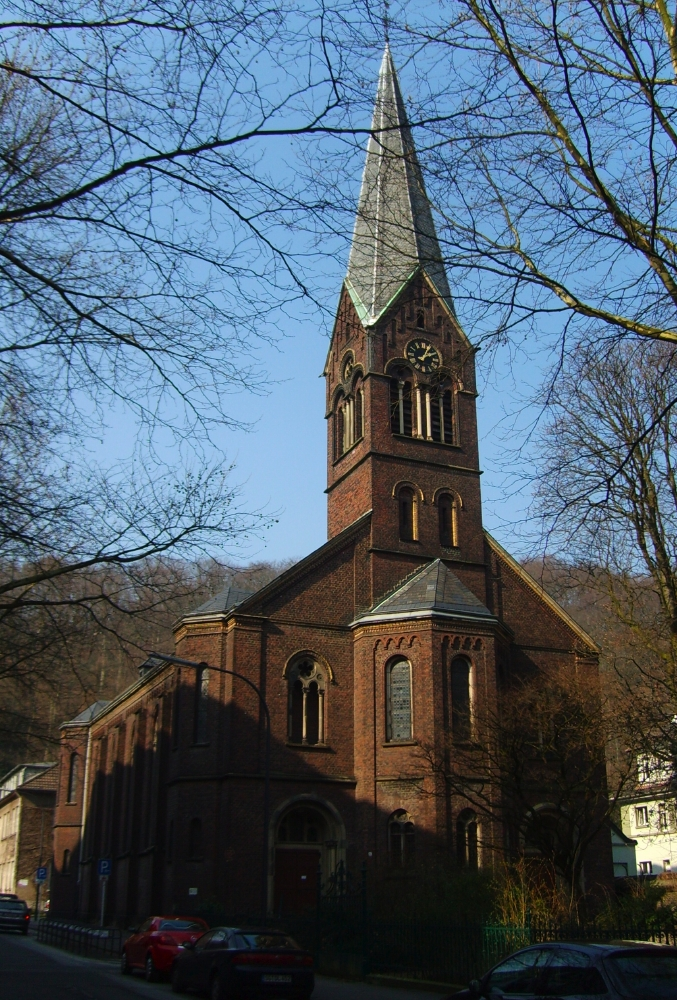
Pauluskirche

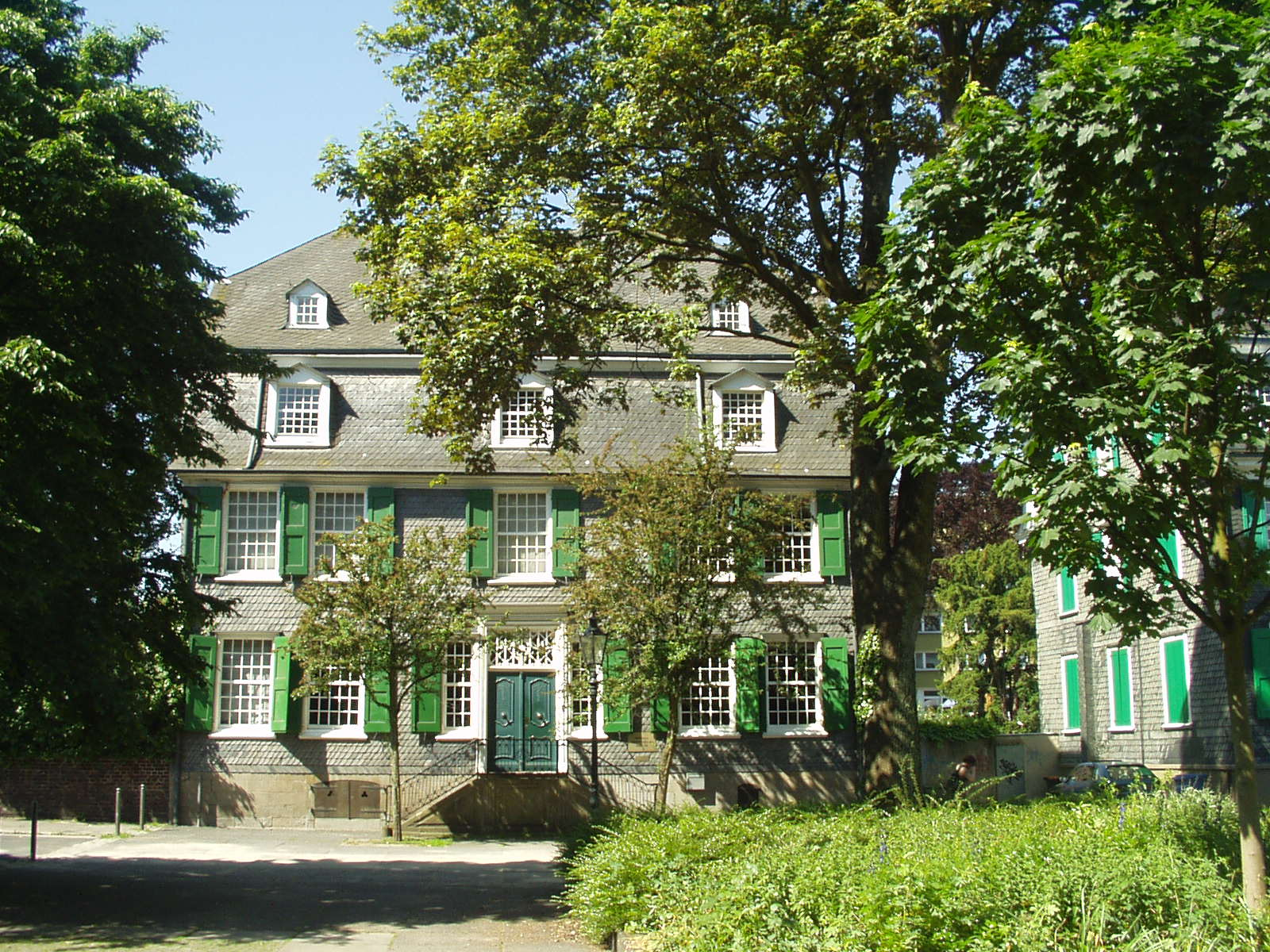
Engels-Haus

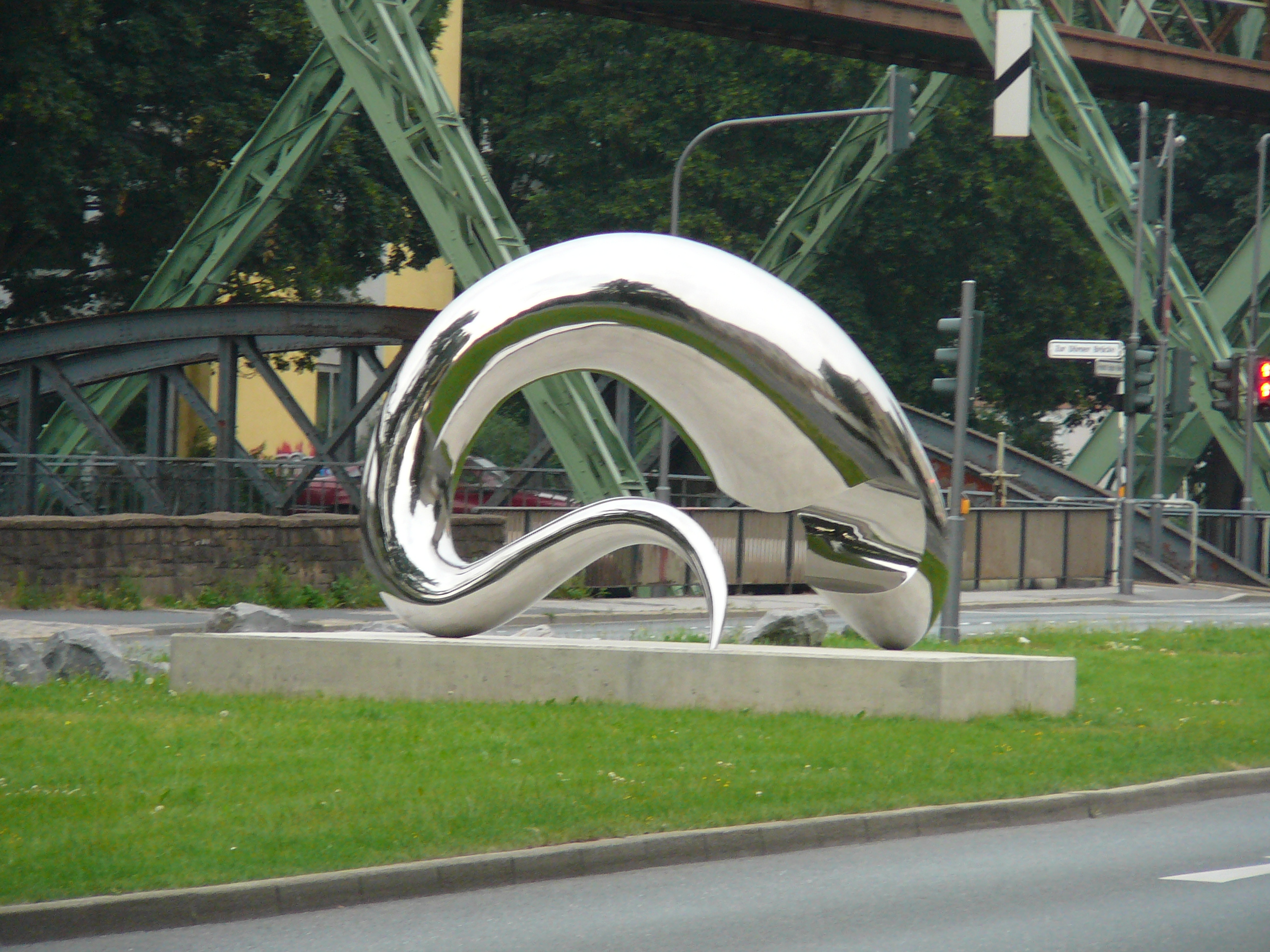
Kunst liegt auf der Straße

Die Friedrich-Engels-Allee ist eine innerstädtische Hauptverkehrsstraße in Wuppertal und Teil der Bundesstraße 7 (B 7). Nach der Straße ist außerdem das Wohnquartier Friedrich-Engels-Allee des Stadtbezirks Barmen benannt. Sie wurde 1946 nach Friedrich Engels, neben Karl Marx Entwickler der heute als Marxismus bezeichneten revolutionären sozialen Gesellschaftstheorie, benannt, der 1820 an der Straße geboren wurde und im Engels-Haus an der Straße aufwuchs.

## Topographie
Die Straße beginnt vom Döppersberg kommend als Fortführung der Bundesallee im Stadtteil Elberfeld, nahe der Stadtteilgrenze zu Barmen an den Haspel-Häusern. Sie führt als West-Ost-Achse parallel zur Wupper nach Osten zum Verkehrsknotenpunkt Alter Markt im Stadtteil Barmen und geht dort in die Straße Höhne über.
Die Allee beginnt als fünfspurige, breit ausgebaute Straße in einem locker bebauten Gebiet mit Behörden, Gewerbe- und Dienstleistungsbetrieben. Die ehemalige Trasse der Straßenbahn wird als breiter Mittelstreifen mit Grünbepflanzung genutzt. Im weiteren Verlauf verengt sich die Straße auf vier Spuren und der Grünstreifen entfällt; die Straßenbahn teilte sich früher die Straße mit dem Autoverkehr. Die Friedrich-Engels-Allee ist nun zu beiden Seiten dicht mit alten Villen und Wohnhäusern bebaut. Viele dieser Häuser sind Fachwerkbauten aus dem 19. Jahrhundert, an einigen findet sich die typisch bergische Schiefer-Verblendung mit den charakteristischen grünen Türen und Fensterläden. Gesäumt wird sie hier von alten Bäumen am Bürgersteig, so dass man auch heute von einer Allee sprechen kann.
Im weiteren Verlauf wird die Straße am so genannten Loher Kreuz wieder breiter, und ein Grünstreifen markiert die alte Straßenbahntrasse. Im letzten Stück verläuft sie unmittelbar an der Wupper entlang und wird am Verkehrsknotenpunkt Alter Markt siebenspurig.

## Geschichte
Durch einen Aufruf des Barmer Bürgermeisters wurden 1811 Spendengelder gesammelt, um die ehemalige unbefestigte Landstraße zu einer großzügigen Allee und befestigten Straße mit Steindecke auszubauen. So wurden große Teile der Straße im Ortsteil Unterbarmen schon zur Zeit Napoleons am Beginn des 19. Jahrhunderts ausgebaut. Entlang der Straße wurden Linden gepflanzt. Ihr damaliger Name war einfach und schlicht Allee.
1825 entstanden an dieser Chaussee die Haspelhäuser und zahlreiche andere Villen in der Mitte des 19. Jahrhunderts.
Die Straße entwickelte sich bald zur wichtigen Verkehrsader der beiden damals selbständigen Städte Barmen und Elberfeld. Die beiden Städte wurden 1929 vereinigt und erhielten 1930 den Namen Wuppertal. Kurz nach der Machtergreifung der NSDAP unter Hitler im Januar 1933 wurde die repräsentative Allee in Adolf-Hitler-Straße umbenannt. Nach Plänen der NSDAP sollte hier eine breite Parade- und Aufmarschstraße entstehen. Am Haspel, dem Berührungspunkt beider Stadtteile, sollte dann die Allee in den noch zu schaffenden Adolf-Hitler-Platz münden und so das neue Zentrum der Stadt darstellen.
Nach dem Zweiten Weltkrieg wurden die umfassenden Ausbaupläne der NSDAP fallengelassen und die Straße wurde am 4. Februar 1946 in Friedrich-Engels-Allee umbenannt. Mitte der 1960er erfolgte der Ausbau der B 7. Die Straßenbahn fuhr bis 1987 hier entlang, dann wurde die Straßenbahn in ganz Wuppertal stillgelegt. Zum größten Teil wurde die Trasse in einen Grünstreifen umgewandelt.
Es existierten Anfang der 2000er Pläne, den Straßenabschnitt im „historischen Teil“ zwischen Haspel und Loher Straße neu zu gestalten. Die Bäume sollten dabei ausgetauscht werden. Die Planungen, alle Alleebäume zu entfernen, wurde 2016 dementiert.

## Bauwerke an der Straße
Zahlreiche Bauwerke und Einrichtungen befinden sich an dieser Straße, rund 80 davon sind in der Baudenkmal-Liste der Stadt Wuppertal eingetragen. Bei weiteren knapp zehn Objekten wurde die Eigenschaft als Baudenkmal geprüft, aber das Rheinische Amt für Denkmalpflege (RhAD) lehnte die Anträge ab.
alphabetisch sortiert
- Haus Barthels
- Campus Haspel der Bergischen Universität Wuppertal, vormals Königlich-Preußische Baugewerkschule
- Justizvollzugsanstalt Wuppertal (Bendahl), heute existiert auf dem Gelände ein Elektromarkt und die ehemalige Deutschland-Zentrale des Walmart-Konzerns
- Bandfabrik Wilhelm Büsgen, ehemalige Fabrik und Verlagshaus. Heute ist dort das Gewerbezentrum „Alleehaus“, Bänder und Geflechte werden immer noch hergestellt.
- Haus Robert Dahlmann
- DEVK-Versicherung, Geschäftsstelle
- Engels-Haus, Geburtshaus Friedrich Engels Sen.
- Wohnhaus Friedrich-Engels-Allee 140
- Wohnhaus Friedrich-Engels-Allee 142
- Wohnhaus Friedrich-Engels-Allee 146
- Haus Gonnermann, bekannt als das ehemalige Historisch-Kinematographische Museum
- Graue Panther, Geschäftssitz der Partei (aufgelöst Anfang 2009)
- Grünsiegelpassage (nach Großbrand 2001 niedergelegt)
- Haspel-Häuser, hier ist das Stadtarchiv untergebracht (sowie ehemals die Liegnitzer Sammlung).
- Hotel Hegelich
- Junior-Uni Wuppertal
- Kurbad Friedrich-Engels-Allee
- Landgericht und Amtsgericht auf der Gerichtsinsel
- Opernhaus der Wuppertaler Bühnen
- Pauluskirche
- Polizeipräsidium Wuppertal
- TÜV Rheinland
- Haus Schornstein (niedergelegt)
- Gesellschaftshaus Union
- Wicküler City, ehemalige Wicküler-Brauerei
- Wittenstein'sches Haus
- Villa Wittenstein